# Tolistobogii
Tolistobogii (ook wel Tolistobogi of Tolistoboii) was de naam van een van de Keltische stammen die vanaf de 3e eeuw v.Chr. in Anatolië (Turkije) leefden.
De Tolistobogii werden met de Trocmi en Tectosages genoemd in Titus Livius' werk Ab Urbe Condita (Vanaf de stichting van de stad). Deze Keltische stammen zijn beter bekend onder hun verzamelnaam de Galaten. In de 1e eeuw v.Chr. was Deiotarus Tetrarch der Tolistobogii: deze verbond zich in 63 v.Chr. met de Romeinse veldheer Pompeius, die hem benoemde tot koning der Galaten.